# Andrade (fribrottare)
Manuel Alfonso Andrade Oropeza, mer känd under sina artistnamn Andrade och Andrade "Cien" Almas, född 3 november 1989 i Gómez Palacio, Durango är en mexikansk luchador (fribrottare), som är kontrakterad med World Wrestling Entertainment (WWE) sedan januari 2024. Innan han blev anställd av WWE brottades han i Consejo Mundial de Lucha Libre (CMLL) i Mexiko åren 2007–2015 under artistnamnen Brillante Jr. och senare La Sombra (spanska: Skuggan).
I CMLL var han ett av de stora affischnamnen på 2010-talet. Som La Sombra var han involverad i två av decenniets mest uppskattade och omtalade matcher. Båda matcherna var insatsmatcher, så kallade luchas de apuestas där brottarna möts över en insats som till exempel deras mask, hår, namn eller titel. Andrade brottades till och med 2015 traditionsenligt under en mask. Den 13 september 2013 vid CMLL:s 80-årsjubileum besegrade han Volador Jr. i en insatsmatch vilket betydde att Volador Jr. var tvungen att ta av sig masken och avslöja sin identitet inför tiotusentals i publiken i Arena México.
Två år senare vid CMLL:s 82-årsjubileum matchades han emot veteranen Atlantis i ytterligare en insatsmatch. Den gången förlorade Andrade, och tvingades själv att ta av sig masken och avslöja sin identitet. Kort därefter lämnade han Mexiko och skrev kontrakt med WWE.
Åren 2014–2015 var Andrade med i den internationella gruppen Los Ingobernables tillsammans med Rush, La Máscara och senare många flera fribrottare från både Mexiko och Japan.